# Hullabaloo: Live at Le Zenith, Paris
Hullabaloo: Live at Le Zenith, Paris è il primo album video del gruppo musicale britannico Muse, pubblicato il 1º luglio 2002 dalla Mushroom Records.

## Il disco
Il DVD è costituito da un primo disco che racchiude i due concerti tenuti dal gruppo il 28 e il 29 ottobre a Le Zénith di Parigi (Francia) e da un secondo contenente un documentario di 40 minuti illustrante alcuni momenti del gruppo fuori dai tour accompagnato da una colonna sonora costituita dalle b-side successivamente inserite in Hullabaloo Soundtrack.
L'edizione giapponese contiene anche il brano Dark Shines (posizionata tra Megalomania e Uno), presente nella lista tracce del secondo disco di Hullabaloo Soundtrack.

## Tracce
Testi e musiche di Matthew Bellamy, eccetto dove indicato.
1. Introduction – 1:59 (Tom Waits)
2. Dead Star – 3:49
3. Micro Cuts – 3:25
4. Citizen Erased – 7:13
5. Sunburn – 3:58
6. Showbiz – 4:51
7. Megalomania – 4:31
8. Uno – 3:30
9. Screenager – 3:55
10. Feeling Good – 3:40 (Leslie Bricusse, Anthony Newley)
11. Space Dementia – 5:22
12. In Your World – 2:59
13. Muscle Museum – 4:27
14. Cave – 4:19
15. New Born – 5:51
16. Hyper Music – 2:48
17. Agitated – 3:40
18. Unintended – 3:45
19. Plug in Baby – 3:23
20. Bliss – 6:24

## Formazione
- Matthew Bellamy – voce, chitarra, pianoforte
- Chris Wolstenholme – basso, cori; chitarra aggiuntiva in Unintended
- Dominic Howard – batteria